# Kloster Engelberg

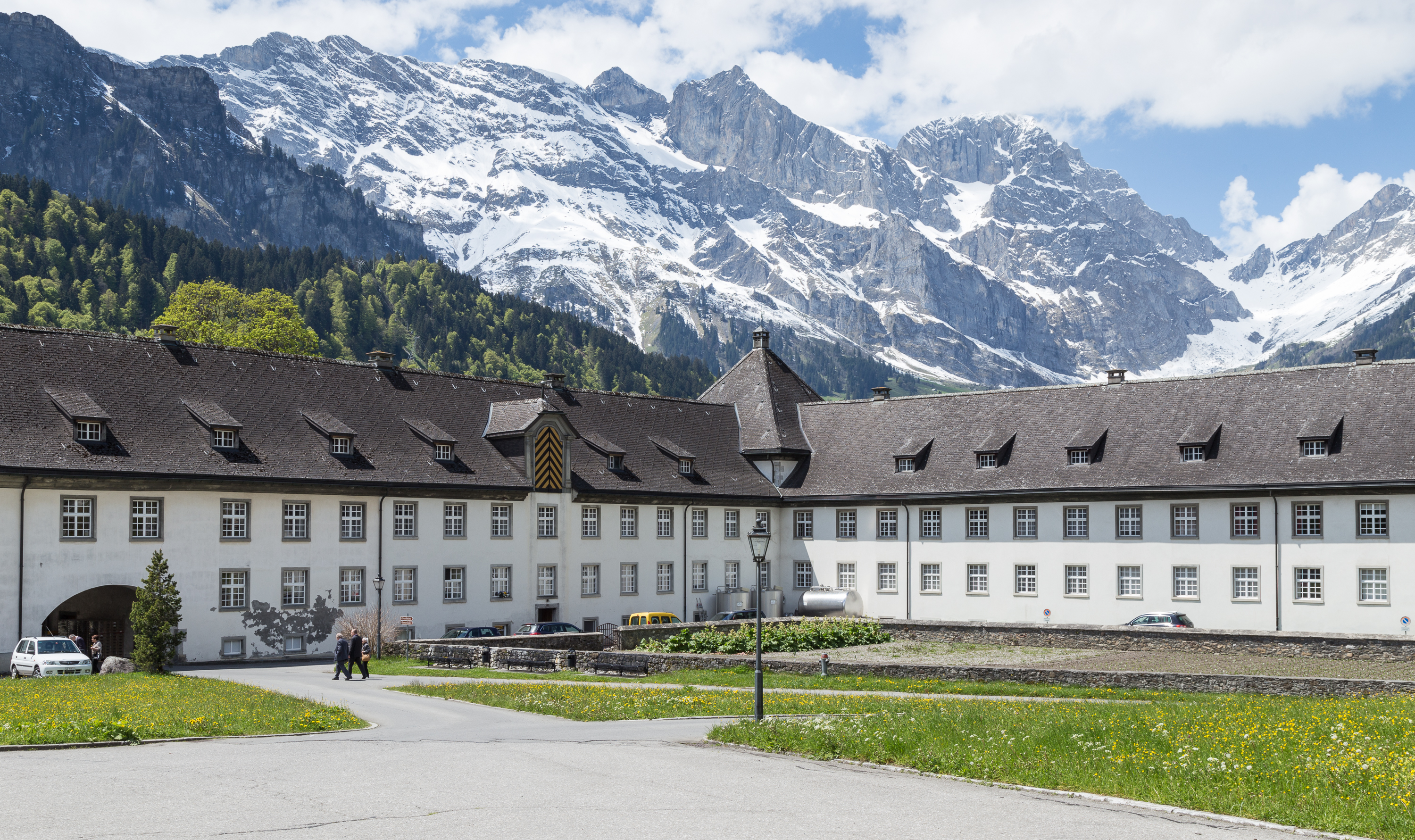
Im Hof des Klosters Engelberg

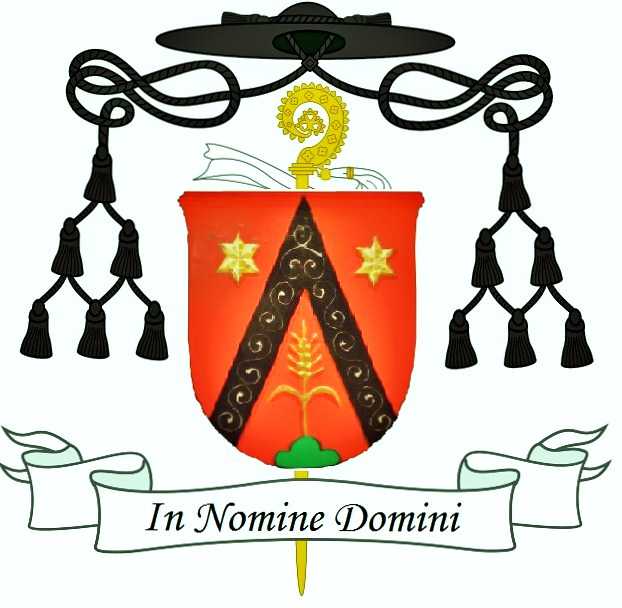
Das Wappen des 59. Abtes der Benediktinerabtei Engelberg, Abt Christian Meyer OSB

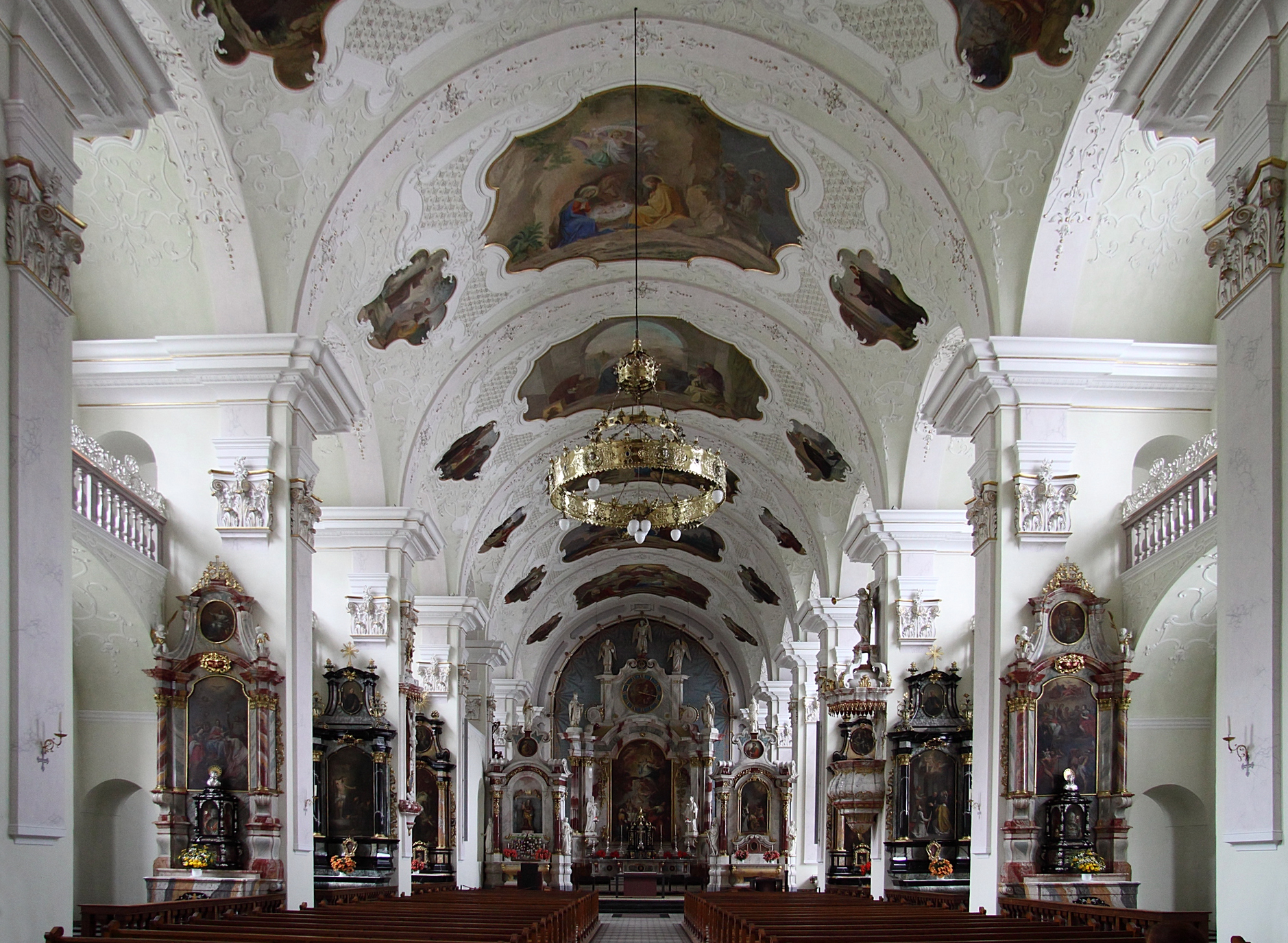
Klosterkirche, Innenansicht

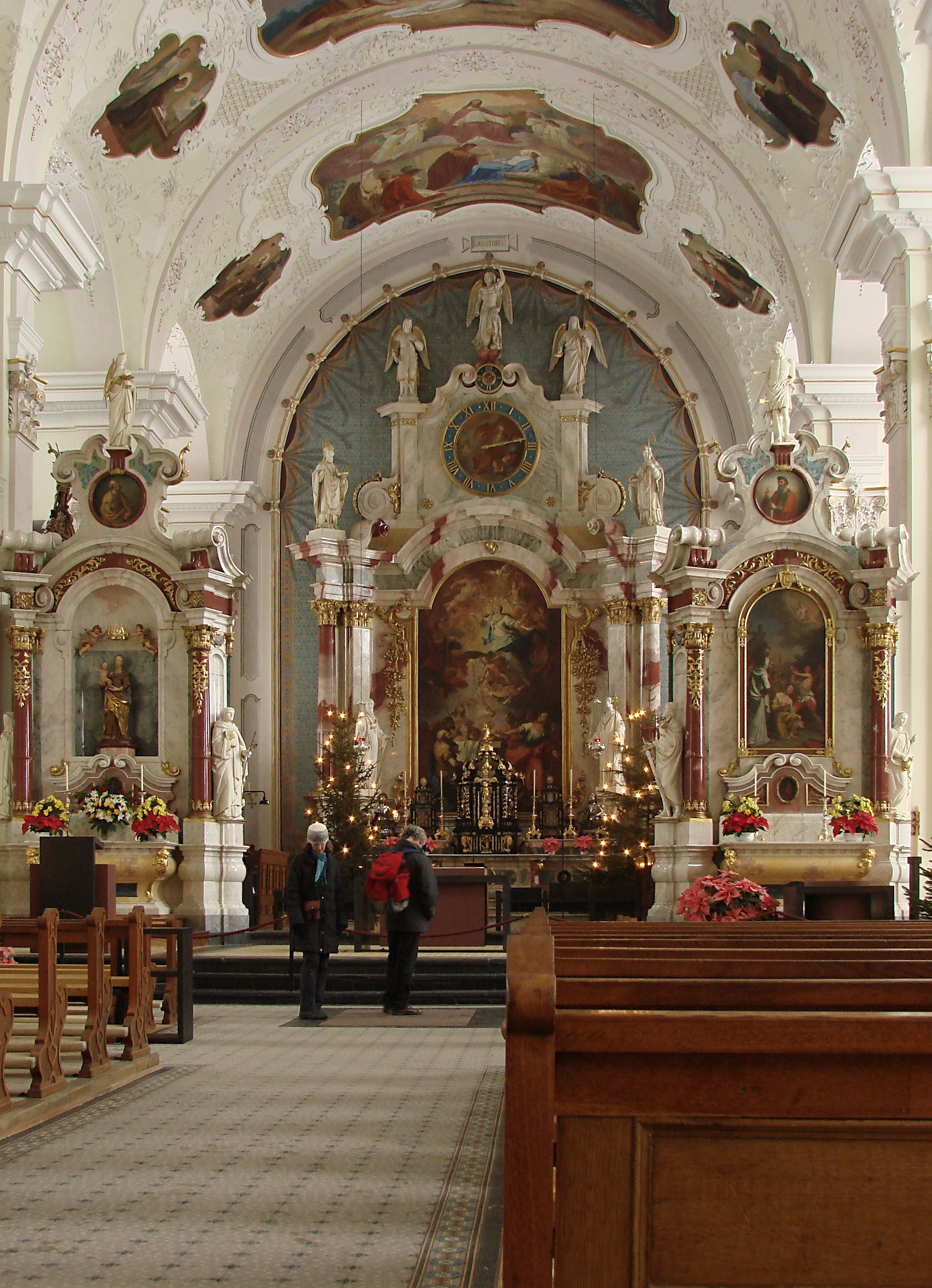
Klosterkirche, Altarraum

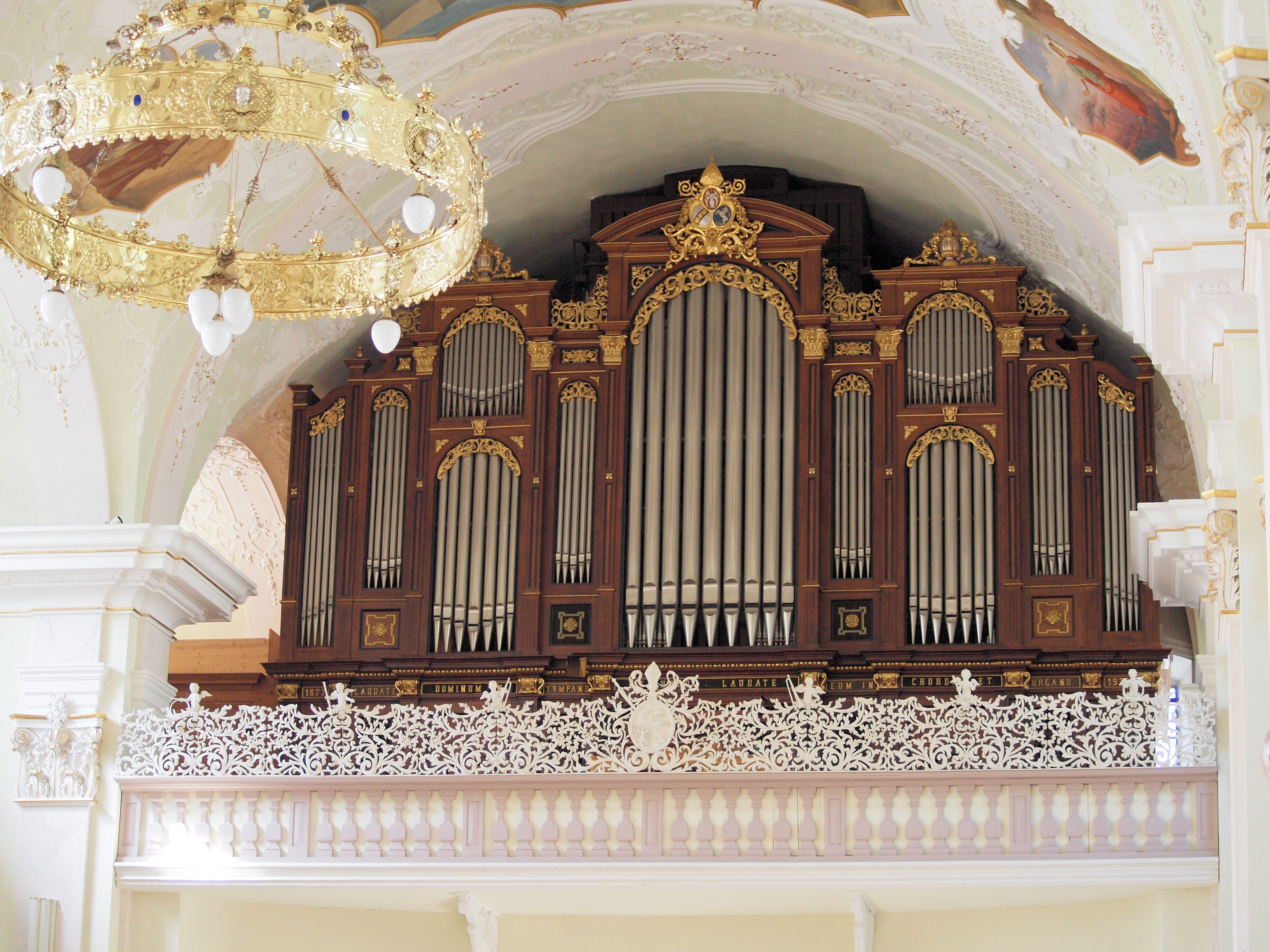
Hauptorgel in der Klosterkirche, grösste Orgel der Schweiz

Das Kloster Engelberg (Abtei zur seligen Jungfrau Maria und zum heiligen Nikolaus) ist eine Benediktinerabtei in Engelberg im Kanton Obwalden in der Schweiz.
Das Kloster wurde 1120 von Konrad von Sellenbüren gegründet und mit Mönchen aus dem Kloster Muri besiedelt. Die Gebäude gehören zu den grössten Barockanlagen der Zentralschweiz. In der Klosterkirche befindet sich die grösste Orgel der Schweiz.
Neben seinen Wirtschaftsbetrieben gehört zum Kloster die Stiftsschule Engelberg. Es ist nach den Bergbahnen Engelberg-Trübsee-Titlis zweitgrösster Arbeitgeber in Engelberg.

## Geschichte
Das mittelalterliche Kloster wurde mehrfach von Bränden zerstört. Ausserdem suchten die Pest und politische Streitigkeiten im Hoch- und Spätmittelalter mehrfach das Engelbergertal heim.
Neben dem Männerkonvent entstand vermutlich im Verlauf des 12. JH ein Frauenkonvent, der unterhalb des Männerklosters am Ort des heutigen Wirtschaftstraktes beheimatet war und bald seine eigene Kirche bekam. Das sogenannte Doppelkloster existierte bis ins Jahr 1615. Am 18. Februar 1615 wurde der Frauenkonvent nach Sarnen umgesiedelt, wo das Benediktinerinnen-Kloster St. Andreas bis heute besteht.
1690 entstand das Herrenhaus Grafenort im unteren Engelberger Tal als Erholungshaus für Abt und Mönche. Es wird heute vom Kloster auch für Tagungen und Seminare genutzt.
Die heutigen, barocken Klostergebäude entstanden im Wesentlichen nach dem verheerenden dritten Klosterbrand am 29. August 1729 und wurden bis 1745 erbaut.
Nach dem Einmarsch der Franzosen und der Errichtung der Helvetischen Republik wurde der Abt 1798 gezwungen, auf die Besitzrechte über das Tal zu verzichten. Das ehemalige Herrschaftsgebiet des Klosters schloss sich 1803 zunächst dem Kanton Nidwalden, dann 1815 dem Kanton Obwalden an.
Von 1271 bis 1798 unterhielt das Kloster in Luzern einen Stadtsitz. Ursprünglich zwei Holzhäuser (je eines für das Frauen- und Männerkloster) entstand 1538 das Engelbergerhaus aus Stein.
Mitte des 19. Jahrhunderts setzte der Tourismus ein; im 20. Jahrhundert wurde dieser zum bestimmenden Wirtschaftsfaktor im Tal. Mit dieser Öffnung nach aussen wurde auch der soziale Einfluss des Klosters zurückgedrängt. 2025 zählte der Konvent 17 Mitglieder.

## Wirtschaftsbetriebe
Zu den Klosterbetrieben gehören neben der Verwaltung die Klosterschreinerei, die Gastbetriebe mit dem Hotel St. Josefshaus, Hotel Sonnwendhof und der Wirtschaft Grafenort, eine Gärtnerei sowie das eigene Wasserkraftwerk Tagenstal. Seit 2018 gehört auch der wieder zurück erworbene Kloster-Weinberg am Bieler See dazu.
Seit 2005 werden die Klosterbetriebe mit ca. 130 Angestellten von einem angestellten Geschäftsführer der Verwaltung geleitet. Der Verwaltung obliegt auch die Zusammenarbeit mit den 16 landwirtschaftlichen Pachtbetrieben sowie die Immobilienbetreuung des Klosters. Die Aufgabe des Geschäftsführers führte zuvor der Cellerar aus.

## Bildungseinrichtungen
In der Regierungszeit von Abt Frowin entstanden im 12. Jahrhundert eine Schreibschule und eine Bibliothek. Seit 1851 besteht die als eigenständiger Betrieb zum Kloster gehörende Stiftsschule Engelberg, welche von einem Rektor geführt wird. Dieser leitet die Stiftsschule sowie das Internat im Auftrag des Abts. Von 2009 bis 2020 führten erstmals weltliche Rektoren die Schule. Die Stiftsschule Engelberg bietet einen Doppelabschluss mit zweisprachiger Maturität (D/E) und dem International Baccalaureate (IB) an.

## Klosterkirche
Die barocke Stiftskirche wurde nach dem Brand von 1729 in den Jahren 1730–1737 von Johannes Rueff erbaut. Sie steht unter dem Patrozinium Mariens und wurde am 5. September 1745 geweiht.

### Orgeln
Die Hauptorgel der Stiftskirche Engelberg gilt als die grösste Orgel der Schweiz. Sie geht auf ein Instrument von Friedrich Goll aus den Jahren 1876/1877 zurück. Nach Erweiterungsumbauten verfügt das Instrument heute über 137 Register auf vier Manualen und Pedal. In der gleichen Kirche vorhanden ist eine Chororgel von 1902 mit 26 Registern.

### Geläut
Aus dem Turm der Klosterkirche Engelberg erklingt ein siebenstimmiges Geläut. Die Glocken füllen die Glockenstube fast ganz aus. Gegossen wurden sie 1964 von Emil Eschmann. Sie weisen den firmentypischen, kernigen «Eschmann-Klang» auf. Das Geläute wurde im sogenannten «ausgefüllten und erweiterten Moll-Dur-Motiv» abgestimmt, welches von vielen Schweizer Türmen zu hören ist. Die beiden noch vorhandenen Chorglocken sowie die Konventglocke gehören nicht zum Hauptgeläute.
| Nr. | Name                  | Schlagton | Gewicht |
| --- | --------------------- | --------- | ------- |
| 1   | Dreifaltigkeitsglocke | Gis°      | 4810 kg |
| 2   | Kreuzglocke           | h°        | 2890 kg |
| 3   | Muttergottesglocke    | cis′      | 2010 kg |
| 4   | Engelsglocke          | dis′      | 1430 kg |
| 5   | Johannesglocke        | fis′      | 840 kg  |
| 6   | Apostelglocke         | gis′      | 540 kg  |
| 7   | Benediktusglocke      | h′        | 360 kg  |

## Verbundene Klöster
- Benediktinerinnenkloster St. Andreas: Ehemaliger Frauenkonvent des Klosters Engelberg (bis 1615). Der Abt von Engelberg ist zuständiger Ordinarius
- Abtei Conception (Missouri): Tochtergründung 1873
- Mount Angel Abbey in St. Benedict, (Oregon): Tochtergründung des 19. Jahrhunderts
- Kloster Melchtal: Der Abt von Engelberg ist zuständiger Ordinarius
- Kloster Maria-Rickenbach in Niederrickenbach: Der Abt von Engelberg ist zuständiger Ordinarius
- Kloster Marienburg, Wikon: Der Abt von Engelberg ist zuständiger Ordinarius; 2019 verlegt nach Kloster St. Andreas (Sarnen)
- Prieuré de Mont Fébé, in Yaoundé, Kamerun: Abhängiges Priorat. Der Abt von Engelberg ist zugleich Abt vom Mont Fébé

## Bekannte Mönche
- Br. Konrad von Sellenbüren († 1126), Gründer und später Mönch des Klosters Engelberg
- Abt Adelhelm († 1131), Heiliger und 1. Abt des Klosters
- Abt Frowin († 1178), Heiliger und 2. Abt des Klosters
- Mönch Richene († 12. Jh.), Künstler im Skriptorium unter Abt Frowin
- Abt Berchtold I. († 1197), Heiliger und 3. Abt des Klosters
- Abt Heinrich I. († 1223), 4. Abt des Klosters und Stifter des Heiligen Kreuzes von Engelberg
- Abt Barnabas Bürki († 1546), 28. Abt des Klosters und Präsident der Badener Disputation
- Marianus Rot (1597–1663), Bühnenautor
- Abt Joachim Albini (1666–1724), ab 1694 Abt des Klosters.[4]
- P. Wolfgang Iten (1712–1769), Komponist[5]
- Abt Emanuel Crivelli († 1749), 46. Abt des Klosters und Erbauer der barocken Klosteranlage
- P. Frowin Conrad (1833–1923), 1. Abt des Tochterklosters Conception (Missouri)
- Br. Franz Xaver Ruckstuhl (1911–1979), Künstler
- P. Karl Stadler (1921–2012), Künstler
- P. Basil Studer (1925–2008), Theologe
- P. Eugen Bollin (* 1939), Künstler
- P. Roman Hofer (1942–2011), Kirchenmusiker und Komponist

## Bildergalerie

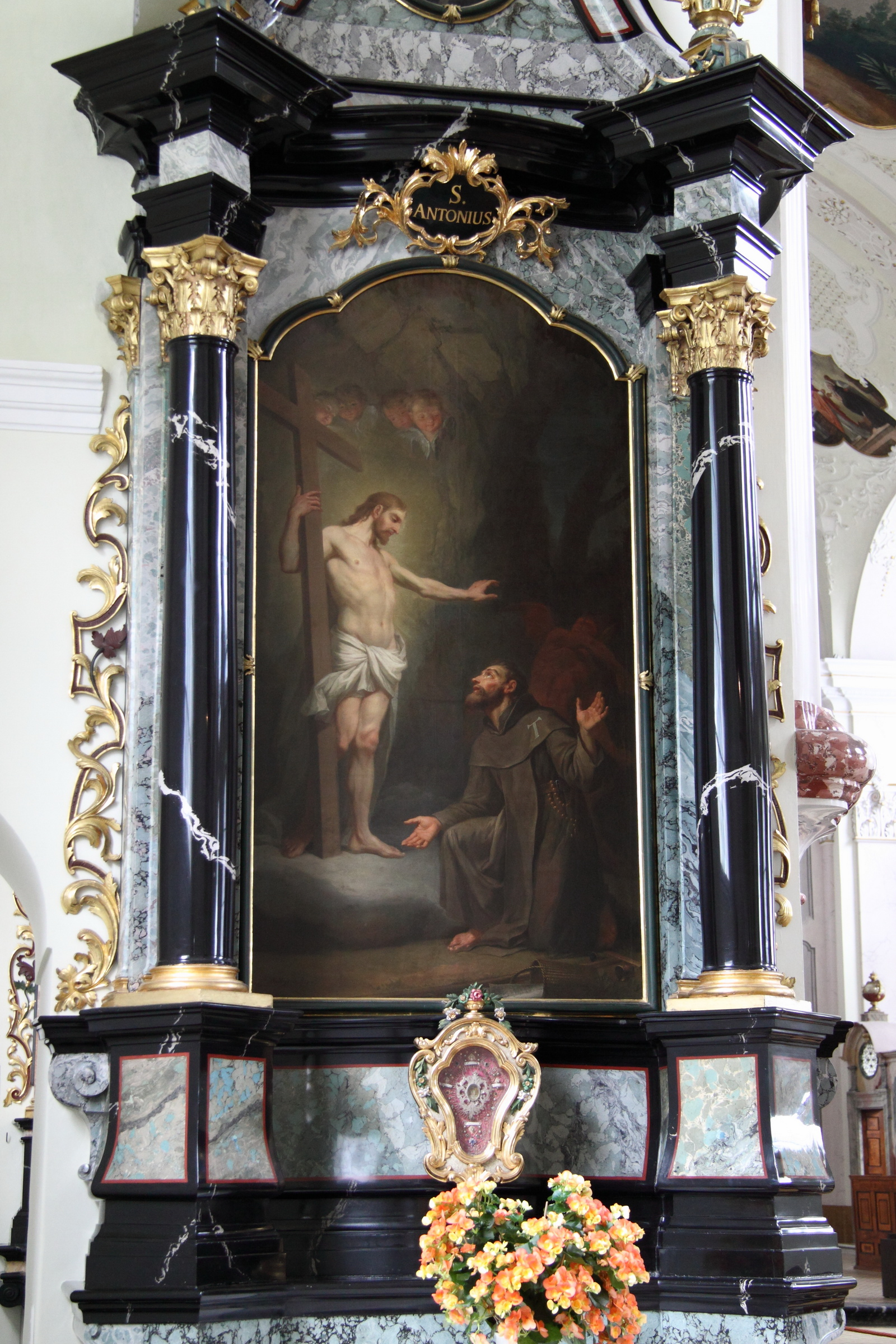
Seitenaltar S. Antonius
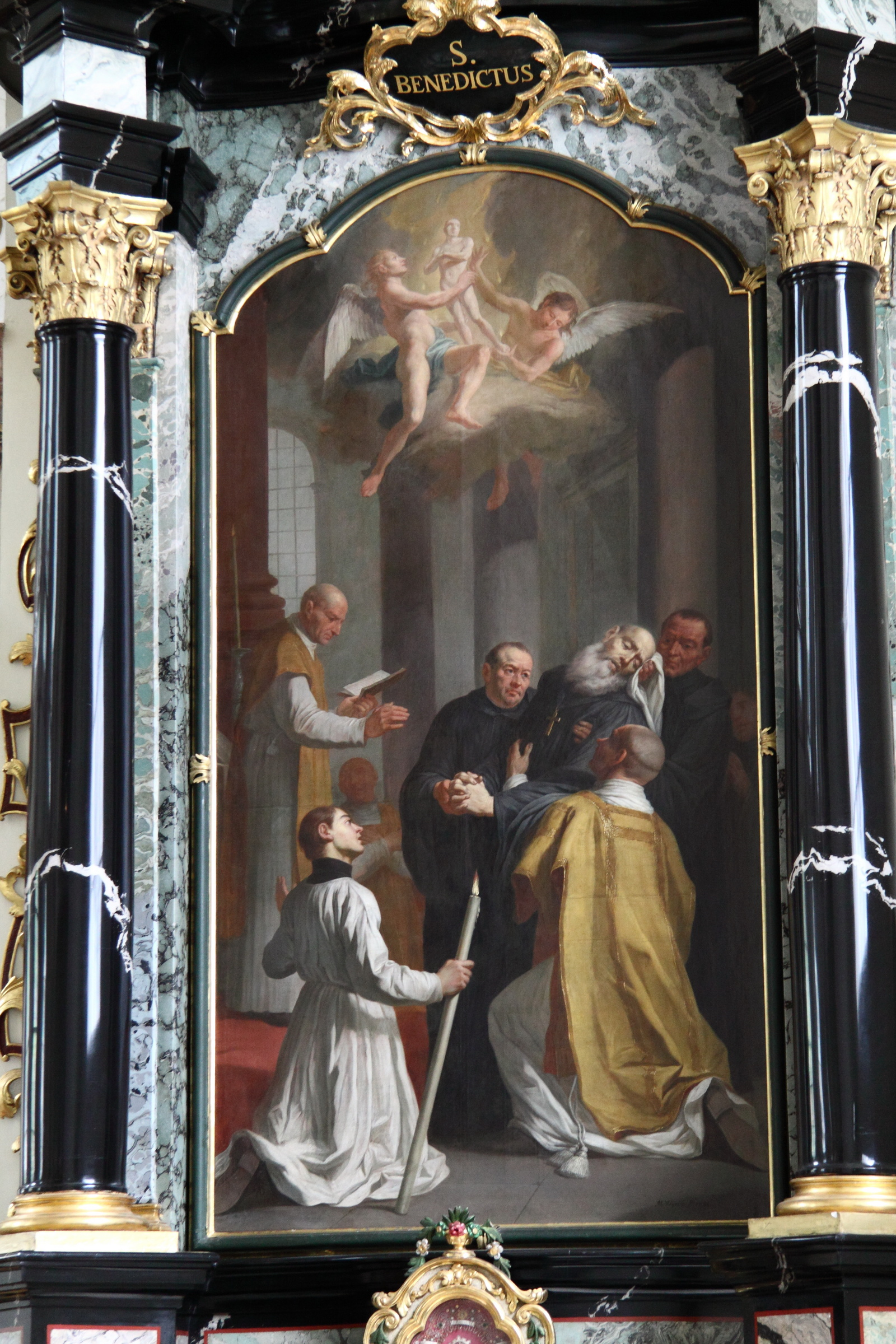
Seitenaltar S. Benedictus
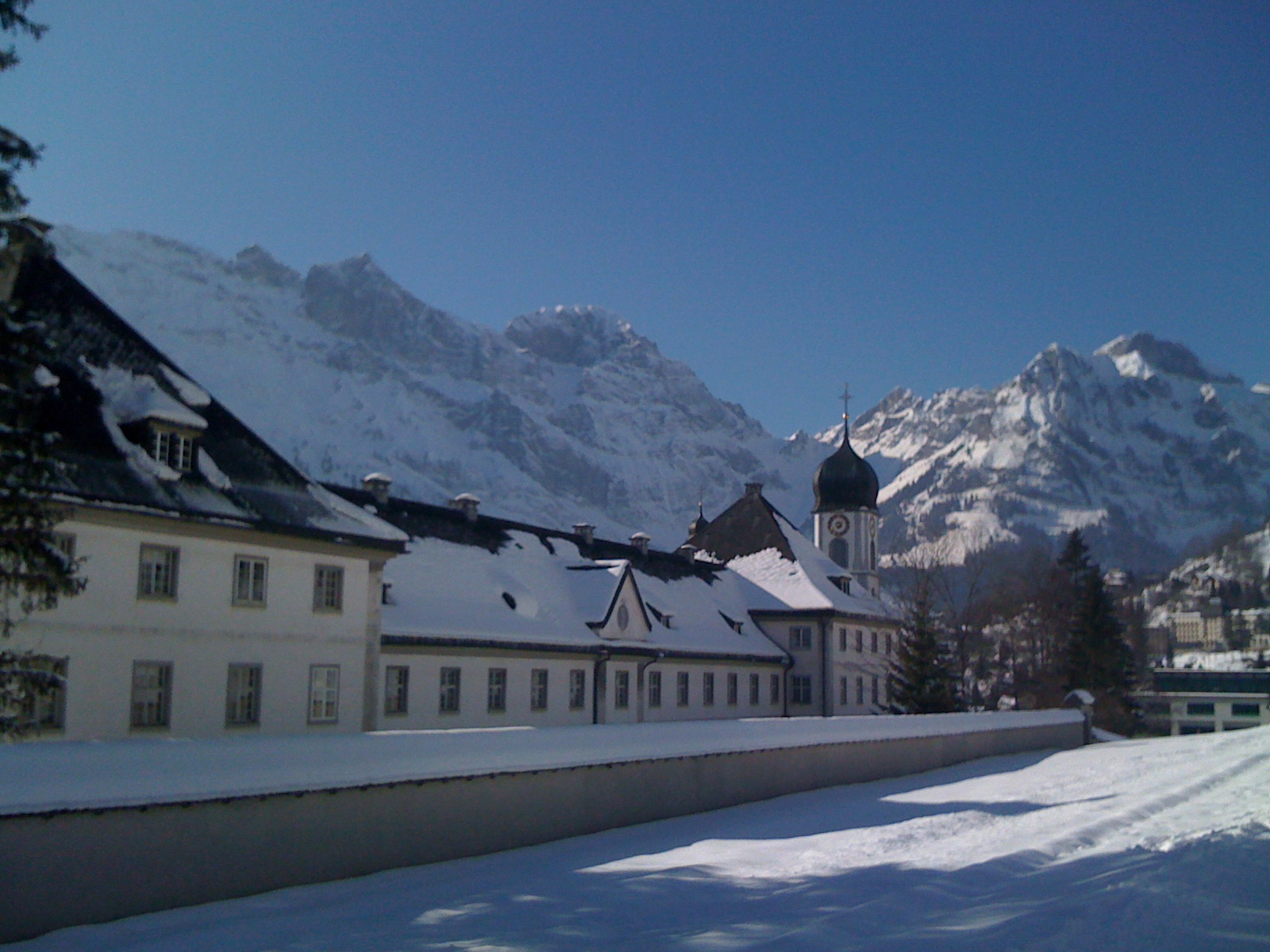
Das Kloster im Winter
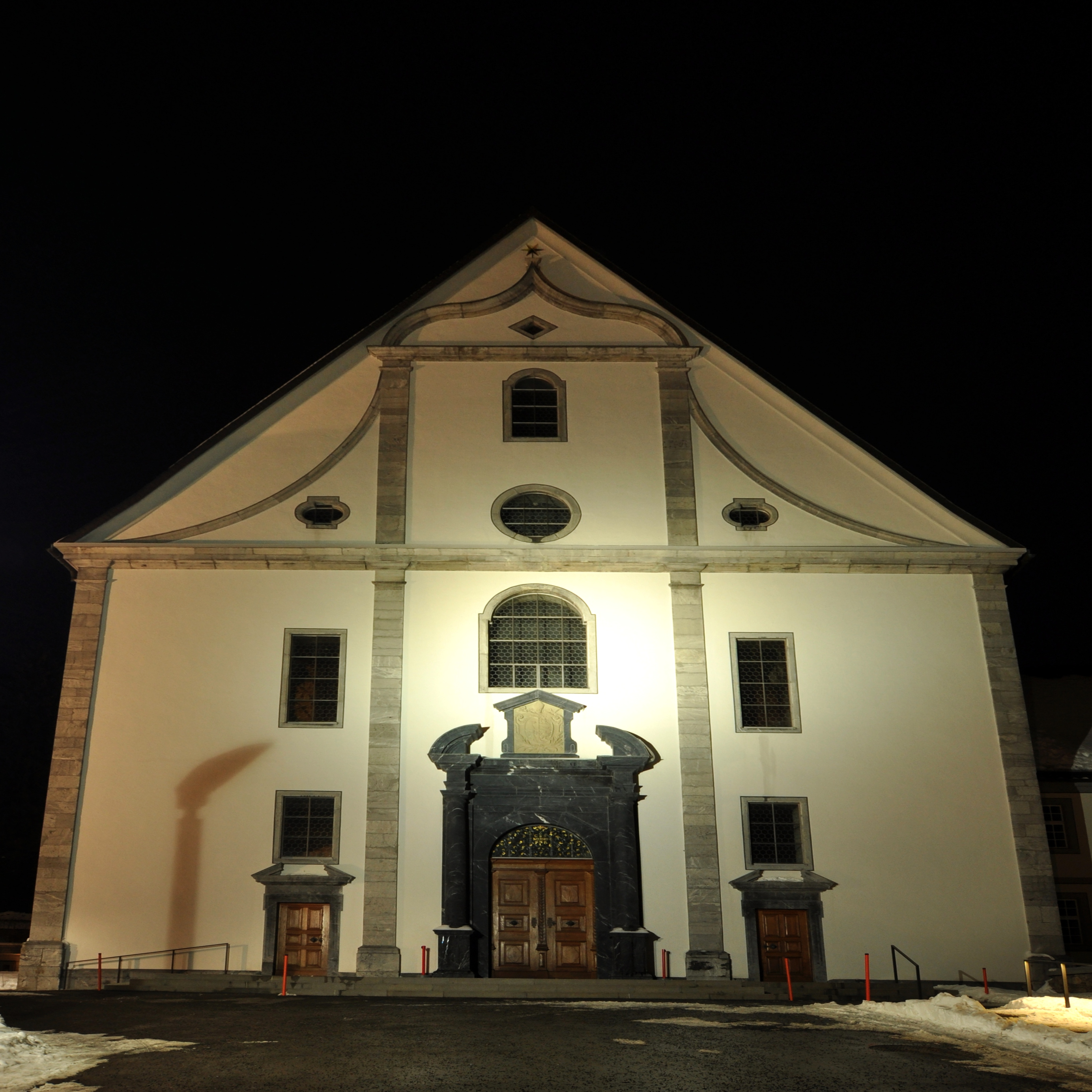
Die Portalfassade der Klosterkirche bei Nacht
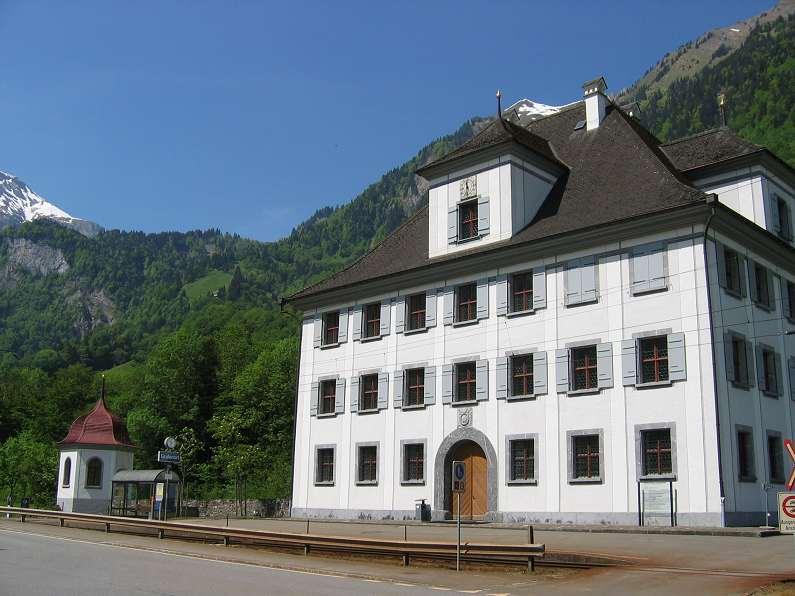
Herrenhaus Grafenort
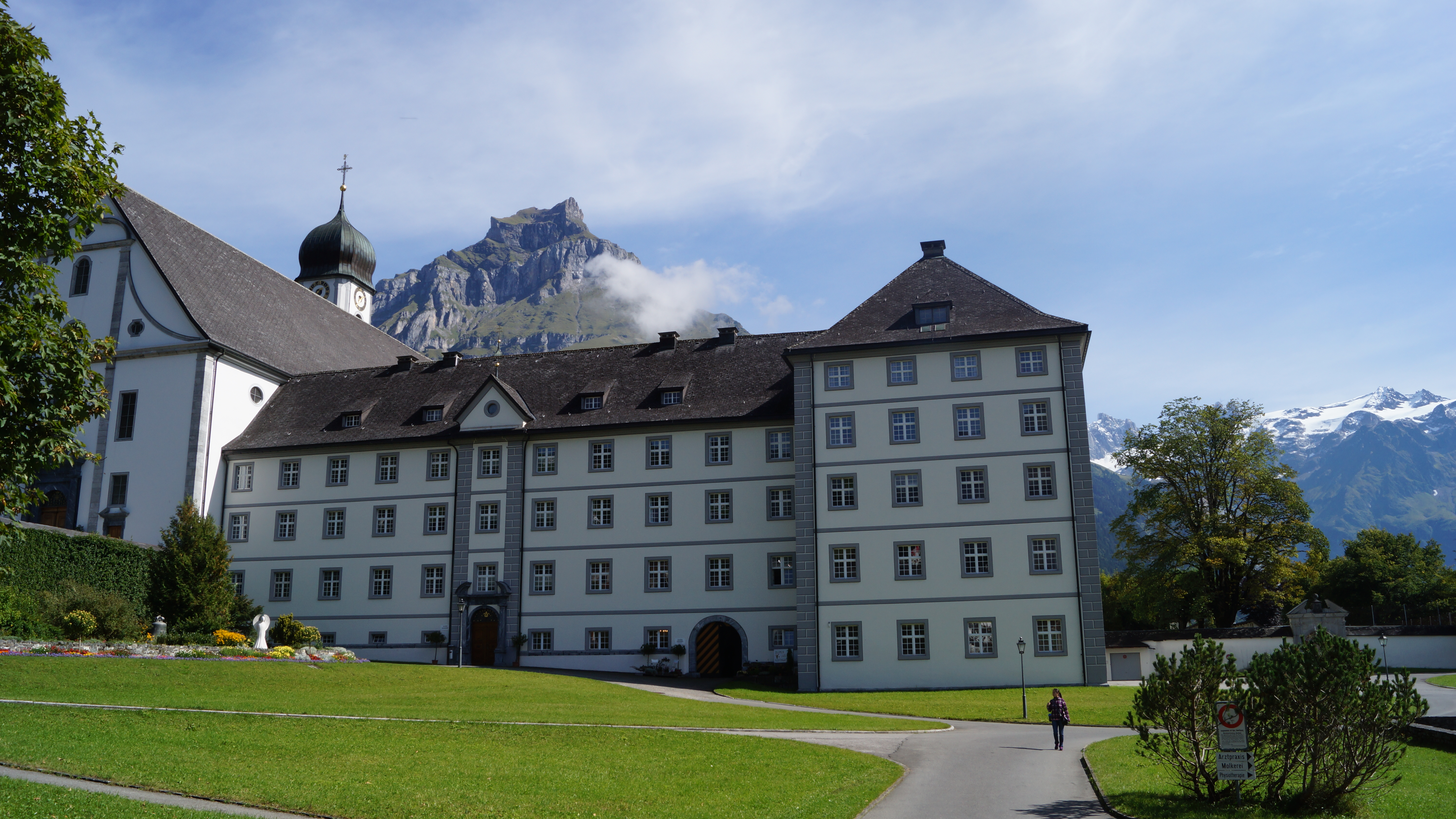
Westseite des Klosters mit Blick zum Hahnen